# Hapoel Lod
Hapoel Lod (Hebreeuws: הפועל לוד) was een Israëlische voetbalclub uit de stad Lod.
De club was vooral succesvol in de jaren 80 toen 5 seizoenen in de hoogste klasse doorgebracht werden, waarvan 1987 het beste was met een 4de plaats. In 1984 werd ook de beker gewonnen. 
Door financiële problemen moest de club in 2002 faillissement aanvragen en werd heropgericht als Maxim Lod en begon in de laagste klasse. Maar intussen greep Hapoel Bnei Lod dat altijd in de schaduw van Hapoel speelde zijn kans en promoveerde 3 keer op rij zodat de club nu in de 2de klasse speelt. Maxim kon intussen ook alweer opklimmen naar de Liga Alef (4de klasse).

## Erelijst
- Beker van Israël
  - 1984

## Geschiedenis
- 1963-64 - 15de
- 1982-83 - 7de
- 1983-84 - 8ste
- 1984-85 - 15de
- 1986-87 - 4de
- 1987-88 - 13de